# Loso
Loso (Taí: โลโซ) es una banda de rock de Tailandia, fundada por el cantante, guitarrista y compositor, Seksan Sukpimai (aka Sek Loso). La banda se formó en 1990 en Bangkok. Además sus canciones también han sido cantadas en inglés, ya que los mensajes de sus canciones son de carácter reflexivo y social.

## Discografía

### Loso
- Lo Society (1996)
- Lo Society Bonus Tracks (1996)
- Redbike Story (1997) (movie soundtrack)
- Entertainment (1998)
- Best of Loso (CD 1999)
- Rock & Roll (2000)
- Losoland (2001)
- The Red Album (agosto de 2001)
- Best of Loso (Karaoke VCD, 2001)
- Loso Concert For Friends (VCD 2002)

### Sek Loso
- 7 August (abril de 2003)
- Bird Sek (junio de 2004) with Bird McIntyre
- Bird Sek Live Concert (VCD & DVD Julio de 2004) with Bird McIntyre Live performance at the Impact Arena, Bangkok with Bird McIntyre & Palmy
- Tiger (junio de 2005, a CD single, en inglés)
- For God's Sake (English language, Digital Download on the iTunes Store, 2007)
- Sek Loso: The Collection (junio de 2005)
- Sood Chewit Khon Thai (VCD Junio de 2006) presentación en vivo en el Impact Arena, Bangkok, el 25 de abril de 2006 (También destacan Big Ass, Bodyslam, Lanna Commins y Potato)
- Black & White (26 de julio de 2006)
- 10 Years Rock Vol.1 (VCD noviembre de 2006)
- 10 Years Rock Vol.2 (VCD noviembre de 2006)
- 10 Years Rock (DVD noviembre de 2006)
- Sek Loso (28 de mayo de 2009)